# Lobelia scrobiculata
Lobelia scrobiculata är en klockväxtart som beskrevs av Franz Elfried Wimmer. Lobelia scrobiculata ingår i släktet lobelior, och familjen klockväxter. Inga underarter finns listade i Catalogue of Life.